# Dipartimento di Andalgalá
Il dipartimento di Andalgalá è un dipartimento argentino, situato nella parte centrale della provincia di Catamarca, con capoluogo Andalgalá.

## Geografia fisica
Esso confina con la provincia di Tucumán e con i dipartimenti di Ambato, Pomán, Belén e Santa María.

## Società

### Evoluzione demografica
Secondo il censimento del 2001, su un territorio di 4.497 km², la popolazione ammontava a 17 102 abitanti, con un aumento demografico del 21,71% rispetto al censimento del 1991.

## Amministrazione
Nel 2001 il dipartimento comprendeva i seguenti comuni (municipios in spagnolo):
- Aconquija
- Andalgalá